# Yeshwant Rao Holkar II
Yeshwant Rao II Holkar XIV Bahadur  (6 septembre 1908 à Indore - 5 décembre 1961 à Bombay) est un maharaja d'Indore appartenant à la dynastie marathe des Holkar.

## Biographie
Il fait ses études en Angleterre à Cheam School, à Charterhouse School et à Christ Church (Oxford). Il succède à son père Tukojirao Holkar III (en), qui abdique en sa faveur le 26 février 1926 à la suite d'un scandale où l'amant d'une de ses favorites est tué. Il est installé sur le trône le 11 mars 1926 sous la tutelle d'un Conseil de régence puis exerce les pleins pouvoir à partir de sa vingtième année (9 mai 1930). Il est fait chevalier de l'Ordre de l'Empire des Indes (GCIE) le 1er janvier 1935. Il met en place à Indore un Conseil législatif ainsi qu'un gouvernement composé d'un Premier ministre et de trois ministres.
Yeshwant Rao signe l'acte d'union d'Indore à l'Inde le 11 août 1947. L'État d'Indore est rattaché à l'Union du Madhya Bharat le 28 mai 1947, nouvel État dans lequel il exerce les fonctions de second Rajpramukh (gouverneur) jusqu'au 31 octobre 1956. Puis il travaille pour les Nations unies.
En 1924, Yeshwant Rao épouse la Maharani Shrimant Akhand Sahib Soubhagyavati Sanyogita Bai Holkar, alors âgée de 9 ans et qui a droit, chose rare pour l'époque, à une éducation en Angleterre. En 1937, de retour du couronnement du roi anglais Georges VI, elle tombe malade et meurt à l'âge de 21 ans. À 29 ans, il se fait construire une maison au sud de Los Angeles et se remarie avec la nurse de sa fille, Margaret Lawler, citoyenne américaine et divorcée. Ils se séparent en juillet 1943 et il se remarie avec Euphemia Crâne, avec qui il a un fils.
Grand fumeur, Yeshwant Rao meurt d'un cancer dans un hôpital de Bombay le 5 décembre 1961, laissant un fils, Richard Shivaji Rao Holkar Maharajkumar Shrimant Bahadur (né en 1944, exclu de la succession du fait du mariage irrégulier de ses parents) et une fille, Rani Maharanidhiraja Rajeshwar Sawai Shrimant Usha Devi Maharaj Sahib Akhand Soubhagyavati Holkar, né le 20 octobre 1933 à Paris, qui hérite de ses titres.
Doté d'une immense fortune (il possède de somptueux bijoux, comme les « poires d'Indore » ou le collier dit « de l'Inquisition »), Yeshwant Rao voyage et séjourne longuement en Europe et particulièrement en France où il possède deux propriétés (à Villefranche-sur-Mer et près de Fontainebleau). Guidé par son ami Henri-Pierre Roché, avec lequel il fait partie dans l'entre-deux-guerres de la vie mondaine parisienne (voyageant également, à bord de luxueuses voitures à Cannes, Cuba, Los Angeles, New York ou au Pérou), il s’intéresse à l'art moderniste et fait construire à Indore un palais, Manik Bagh (Jardin des rubis), conçu par l'architecte allemand Eckart Muthesius et meublé par Ruhlmann, Sognot, Gray, Le Corbusier, Herbst, Da Silva Bruhns et Puiforcat. Le maharaja achète également une version en marbre noir de l'Oiseau de Brancusi,. En 1928, il achète le château d'Hennemont à Saint-Germain-en-Laye, où vit son père, et l'appelle le château Holkar.
Le peintre Bernard Boutet de Monvel a réalisé son portrait en 1929 et en 1933, ainsi que deux de sa première épouse. Il a aussi posé pour le photographe Man Ray.
Il parlait couramment l'hindi, le Marathi, l'anglais et le français.

## Titres
- 1908-1926 : Prince héritier Shrimant Yeshwantrao Holkar Bahadur, Prince d'Indore
- 1926-1935 : Son Altesse le Maharajadhiraj Raj Rajeshwar Sawai Shri Yeshwantrao II Holkar XIV Bahadur, Maharaja d'Indore
- 1935-1946 : Son Altesse le Maharajadhiraj Raj Rajeshwar Sawai Shri Sir Yeshwantrao II Holkar XIV Bahadur, Maharaja d'Indore, Ordre de l'Empire des Indes (GCIE)
- 1946-1961 : Major-General Son Altesse le Maharajadhiraj Raj Rajeshwar Sawai Shri Sir Yeshwantrao II Holkar XIV Bahadur, Maharaja d'Indore, GCIE[1]